# Железнодорожненское сельское поселение
Железнодоро́жненское се́льское поселе́ние (укр. Залізничненське сільське поселення, крымскотат. Aranköy köy yurtu, Аранкой кой юрту) — муниципальное образование в составе Бахчисарайского района Республики Крым России.

## География
Поселение расположено в центре района, в долине реки Кача и в продольной долине между Внешней и Внутренней грядами Крымских гор. Граничит на севере с городским поселением Бахчисарай, на севере и востоке с Верхореченским, на юге — с Куйбышевским и на западе — с Долинненским сельскими поселениями.
Площадь поселения 55,32 км², численность населения на 1 января 2016 года — 3764 человек.
Основные транспортные магистрали: автодороги 35Р-001 «Симферополь — Севастополь», 35Н-073 «шоссе Симферополь — Севастополь — Белокаменка» и 35Н-056 до Речного (по украинской классификации — территориальные автодороги Н-06, О-0-10235, О-0-10218). На территории поселения расположены железнодорожные станции — Сирень и платформа 1501 км.

## Население
| 2001  | 2014  | 2015  | 2016  | 2017  | 2018  | 2019  |
| ----- | ----- | ----- | ----- | ----- | ----- | ----- |
| 3480  | ↗3743 | →3743 | ↗3764 | ↘3749 | ↘3738 | ↘3698 |
| 2020  | 2021  |       |       |       |       |       |
| ↗3738 | ↗4215 |       |       |       |       |       |

## Населенные пункты
В состав поселения входят 7 сёл.
| № | Населённый пункт | Тип населённого пункта       | Население на 2014 год |
| - | ---------------- | ---------------------------- | --------------------- |
| 1 | Белокаменное     | село                         | ↗416                  |
| 2 | Дачное           | село                         | ↗266                  |
| 3 | Железнодорожное  | село, административный центр | ↗970                  |
| 4 | Мостовое         | село                         | ↘267                  |
| 5 | Речное           | село                         | ↘337                  |
| 6 | Сирень           | село                         | ↗128                  |
| 7 | Тургеневка       | село                         | ↗1359                 |

## История
Согласно доступным источникам, в 1970 году был образован Железнодорожненский сельский совет (до этого сёла совета входили в состав упразднённого впоследствии Подгородненского сельского совета).
С 21 марта 2014 года в составе Крыма аннексировано Россией.
Статус и границы новообразованного сельского поселения установлены Законом Республики Крым от 5 июня 2014 года № 15-ЗРК «Об установлении границ муниципальных образований и статусе муниципальных образований в Республике Крым».